# 洛斯 (肯塔基州)
洛斯（英語：Lowes）是位於美國肯塔基州格雷夫斯縣的一個人口普查指定地區。

## 人口
根據2020年美國人口普查的數據，洛斯的面積為1.78平方千米，當中陸地面積為1.78平方千米，而水域面積為0.00平方千米。當地共有人口92人，而人口密度為每平方千米51.69人。